# Melanostoma aenoscutum
Melanostoma aenoscutum är en tvåvingeart som beskrevs av Hull 1964. Melanostoma aenoscutum ingår i släktet gräsblomflugor, och familjen blomflugor.
Artens utbredningsområde är Lesotho. Inga underarter finns listade i Catalogue of Life.